# Eye for an Eye (pel·lícula de 1996)
Eye for an Eye és una pel·lícula estatunidenca dirigida per John Schlesinger, estrenada el 1996. Es tracta d'una adaptació cinematogràfica de la novel·la d'Erika Holzer Eye for an Eye.

## Argument
Karen i Mack McCann són els pares de dues noies, Julie, la més gran - que celebrarà el seu 17è aniversari -, i Megan. Mentre telefona des del seu cotxe a Julie per fixar els últims detalls del seu aniversari, Karen assisteix impotent a la violació i després a l'homicidi de la seva filla. El culpable de la violació, Robert Doob, és detingut per la policia, però les investigacions són abandonades i el cas és sobresegut.
Per tal de venjar la mort de la seva filla gran i protegir Megan, Karen decideix seguir Robert Doob.

## Repartiment
- Sally Field: Karen McCann
- Ed Harris: Mack McCann
- Olivia Burnette: Julie McCann
- Alexandra Kyle: Megan McCann
- Kiefer Sutherland: Robert Doob
- Joe Mantegna: Detectiu Denillo
- Beverly D'Angelo: Dolly Green
- Darrell Larson: Peter Green
- Charlayne Woodard: Angel Kosinsky
- Philip Baker Hall: Sidney Hughes
- Keith David: Martin
- Armin Shimerman: Jutge Arthur Younger